# Megaselia flavohalterata
Megaselia flavohalterata är en tvåvingeart som först beskrevs av Günther Enderlein 1912.  Megaselia flavohalterata ingår i släktet Megaselia och familjen puckelflugor. Inga underarter finns listade i Catalogue of Life.